# Nöbbelövs mosse med Vallkärra mader
Nöbbelövs mosse med Vallkärra mader är ett kommunalt naturreservat i Lunds kommun i Skåne.
Området är naturskyddat sedan 2014 och är 68 hektar stort. Reservatet består av våtmark. Nära 200 fågelarter har sett här. Främst vadarfåglar som brushane och enkelbeckasin. Även gråhakedopping.
I södra delen finns Gunnesboängen där kabbleka och gökblomster blommar.